# 한티만시 자치구
한티만시 자치구, 일명 한티만시아(영어: Khanty-Mansia)는 러시아의 연방주체이다. (튜멘주의 자치구이다.) 2010년 인구 조사 기준으로 인구는 1,532,243명이다. 그것의 행정중심은 한티만시스크에 위치해있다.
이 지역의 근연민족은 한티인과 만시인으로, 이들을 통틀어 오브우그릭인으로 부른다., 그러나 오늘날 두 그룹은 이 지역 인구의 2.5%만을 구성한다. 지역어인 한티어와 만시어다., 피노우그릭어파 언어 계열의 우그릭 분파의 일부이며 자치구에서 특별한 지위를 누린다. 러시아어는 유일한 공용어로 남아 있다.
2012년에는 과반수(51%) 러시아에서 생산된 석유 중 한티만시 자치구에서 나와 러시아와 세계에서 이 지역에 큰 경제적 중요성을 부여했다. 북쪽으로는 야말로네네츠 자치구, 북서쪽으로는 코미 공화국, 서쪽으로는 스베르들롭스크주, 남쪽으로는 튜멘주, 남쪽과 남동쪽으로는 톰스크주, 동쪽으로는 크라스노야르스크 변경주와 접한다.

## 지리

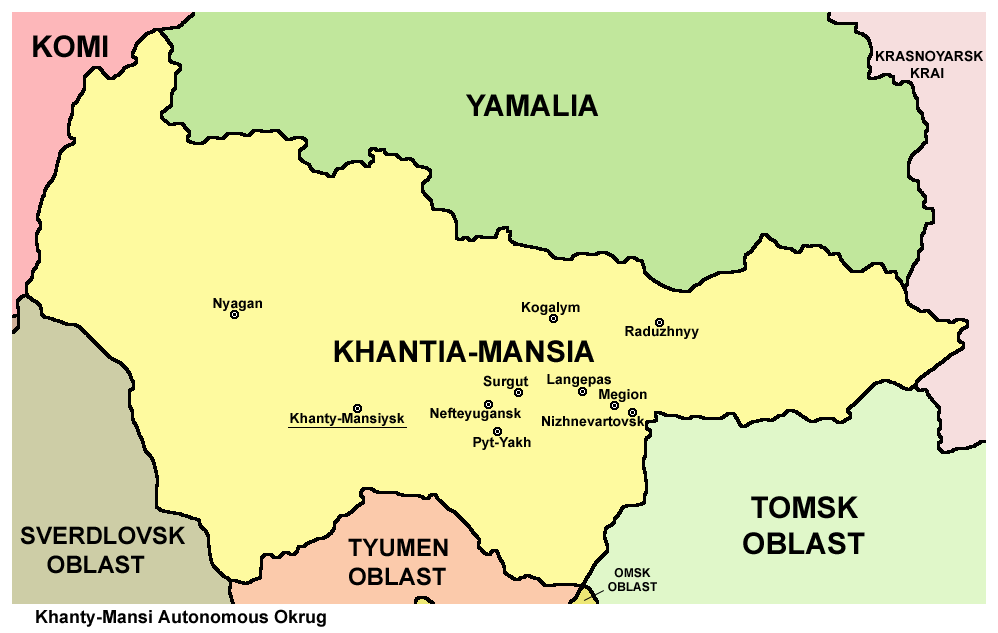
한티만시 자치구의 위치

오비강과 이르티시강이 흐른다.

### 시간대
예카테린부르크 시간 (YEKT/YEKST)와 접해 있다. UTC와의 시차는 +05:00 (YEKT)/+06:00 (YEKST)이다.

## 주민
러시아인 (66.3 %), 우크라이나인 (11.5 %), 타타르인 (7.6 %), 바시키르인 (2.4 %), 벨라루스인 (2.2 %), 추바시인 (1.1 %), 아제르바이잔인 (1.0 %), 한티인 (0.9 %), 만시인 (0.5 %), 코미인 (0.3 %), 네네츠인 (0.1 %), 기타 (6.1 %)가 거주한다.
| 연도                | 인구      | ±%      |
| ------------------- | --------- | ------- |
| 1939                | 92,932    | —       |
| 1959                | 123,926   | +33.4%  |
| 1970                | 271,157   | +118.8% |
| 1979                | 569,139   | +109.9% |
| 1989                | 1,268,439 | +122.9% |
| 2002                | 1,432,817 | +13.0%  |
| 2010                | 1,532,243 | +6.9%   |
| 2021                | 1,711,480 | +11.7%  |
| Source: Census data |           |         |

## 행정 구역

### 군
- 벨로야르스키군
- 베료조프스키군
- 한티민시스키군
- 콘딘스키군
- 네프테유간스키군
- 니주네바르토프스키군
- 옥탸브리스키군
- 소베츠키군
- 수르구츠키군